# L'Étoile du Nord (Les Centaures)
Pour les articles homonymes, voir L'Étoile du Nord.
L'Étoile du Nord est la sixième histoire de la série Les Centaures de Pierre Seron et Stephen Desberg. Elle est publiée pour la première fois du no 2135 au no 2148 du journal Spirou.

## Univers

### Synopsis
Alors que la guerre de Sécession touche à sa fin, un espion nordiste est abattu par des soldats confédérés. Avant de mourir, il a le temps de confier les plans d'un trésor espagnol à un jeune esclave et le charger de le ramener aux soldats du nord.
Sa route croisera celle d'Aurore et Ulysse qui l'aideront à remplir sa mission et à retrouver le trésor caché dans un vieux cimetière indien maudit.

### Personnages
- Aurore et Ulysse, les centaures, toujours à la recherche d'une porte vers l'Olympe.
- Boogie Woogie, jeune esclave noir porteur de la carte d'un mystérieux trésor.
- Mister Racket, cruel et rusé homme de main des sudistes chargé de mettre la main sur la carte au trésor avant qu'elle ne soit confiée aux forces nordistes.
- Lune-de-miel, éclaireur indien de l'armée du nord qui guidera Boogie et les centaures vers le cimetière indien.

## Historique
Les planches ont été dessinées en 1978 d'après la signature de Seron figurant au bas de celle-ci.

## Publication

### Revues
L'histoire fut publiée dans le journal de Spirou du no  2135 (6 mars 1979) au 2148 (24 mai 1979).

### Album
Publiée avec l'histoire La porte du néant dans l'album homonyme en octobre 1982 par Dupuis sous le numéro 1 puis rééditée par MC production en octobre 1988 comme numéro 2 de la série.